# Emil Ghouri
Emil Ghouri ou Al-Ghouri (1907 - 1984) était un homme politique palestinien qui a été secrétaire général du Haut comité arabe (HCA) la direction officielle des Arabes en Palestine de l'époque.

## Biographie
Émile Ghouri naît à Jérusalem en 1907. Il termine ses études secondaires à l'école Saint-Georges de Jérusalem (en), dont il sort diplômé en 1922. Il se lance alors dans une carrière politique, contribuant à l'action nationaliste et occupant de 1922 à 1929 le poste de secrétaire du Club arabe orthodoxe (en) de Jérusalem.
En 1929, il se rend aux États-Unis, où il obtient un master en science politique de l'université de Cincinnati en 1933,. La même année, il revient en Palestine et lance un journal hebdomadaire en anglais, que les autorités britanniques ferment neuf mois après sa création. La même année, il est élu membre du comité exécutif du septième Congrès palestinien, contribuant activement au mouvement national et aux actions de lutte palestiniennes, ce qui entraîne son arrestation par les autorités britanniques.
En 1934, Al-Ghouri fonde une revue hebdomadaire intitulée Al-Shabab (ar) et un quotidien nommé Al-Wahda al-'Arabiyya (ar), mais les autorités d'occupation britanniques suspendent ces publications et confisquent l'imprimerie. À cette époque, il obtient un diplôme en droit et est admis au barreau, mais il choisit de se consacrer entièrement à l'action nationale. En 1935, il est élu membre de la délégation palestinienne envoyée à Londres pour exposer le point de vue palestinien.
En 1937, le Haut Comité arabe le mandate pour faire partie de sa délégation à Genève, où il défend la cause palestinienne devant la Société des Nations. Cette même année, il est chargé par le Comité arabe d'établir le Bureau arabe palestinien pour la propagande et l'information à Londres. Il revient ensuite à Jérusalem et prend la direction du quotidien Al-Liwaa (en), organe de presse soutenant le Grand Mufti Hadj Amin al-Husseini.
En 1938, Al-Ghouri représente le Haut Comité arabe à la conférence parlementaire du Caire. En 1946, il assure la rédaction du journal Al-Wahda à Jérusalem. Après la formation du Haut Comité arabe pour la Palestine (ar) lors de la session extraordinaire du Conseil de la Ligue arabe à Bloudan, en Syrie, il est élu membre de cette instance.
En 1947, il figure parmi les représentants du Haut Comité arabe à la Conférence de Londres (en), puis il est désigné secrétaire de la délégation du Comité à la première session extraordinaire de l'assemblée générale des Nations unies en mai 1947. 
Après la Nakba de 1948, Al-Ghouri est élu secrétaire général du Conseil national palestinien, réuni à Gaza, qui proclame la création du Gouvernement de toute la Palestine. Il devient ensuite représentant du Haut Comité arabe à Beyrouth de 1950 à 1952, avant de rejoindre l'Égypte pour diriger successivement le département de la propagande et celui des affaires politiques du Comité jusqu'en 1966.
Il participe aux délégations palestiniennes et représente la Palestine dans plusieurs conférences, dont celle de Bandung en 1955. En 1966, il est élu député de Jérusalem et de sa région au Parlement jordanien. En 1969, il est nommé ministre des Affaires sociales et du Travail dans le cinquième gouvernement (ar) de Bahjat Talhouni, puis en 1971, ministre d'État chargé des Affaires de la Présidence du Conseil.
Il meurt en 1984 en Jordanie.